# Georgiana Harcourt
Georgiana Charlotte Frances Harcourt (1807–29 de octubre de 1886) fue una escritora y traductora británica, hija del Arzobispo de York. Su correspondencia ha sido publicada, pero es principalmente conocida por las novelas de Gustav Freytag y los trabajos teológicos traducidos de los originales alemanes. Su marido, el general Malcolm tuvo una próspera carrera en el ejército británico.

## Biografía
Harcourt nació en 1807. Consta su bautismo el 27 de julio de 1807 en Dalston, Cumberland. Eras la hija más joven de los 16 niños de Edward Venables-Vernon-Harcourt, el obispo de Carlisle, y su mujer Anne Leveson-Gower. Más tarde vivió en Bishopthorpe Palace, la residencia oficial del Arzobispo de York.
El 12 de septiembre de 1835 cuando la princesa Victoria visitó la Casa de Harewood en Yorkshire con su madre, la duquesa de Kent atendió el servicio de iglesia local. El padre de Georgiana predicó el sermón en la iglesia local y muchos otros locales de Leeds y el área circundante. Entrando en la iglesia estaba Henry  Lascelles, el 4.º conde de Harewood que acompañaba a la duquesa de Kent, pero la princesa, y futura reina, estuvo acompañado por Georgiana.

Harcourt mantuvo correspondencia con elprimer ministro Wellington entre 1838 y 1849 (antes y después de su matrimonio en 1838) y con Sydney Smith dos años antes de su muerte. Se encontraba entre "sus correspondientes más formales". Sydney había sido un clérigo con su padre. Se escribieron en un estilo informal:

"¡Qué existencia más encantadora! Vivir rodeada de personas santas. Saberse lejos de todo lo profano. Estar seguro de que no se puede encontrar un disidente en palacio, una culebra en Irlanda o una fruta madura en Escocia. Tener una sociedad fuerte y sin la mancha del laicado. Decir adiós al aprendizaje humano. Festejar en los Cánones y revelarse en los Treinta nueve artículos. ¡Qué feliz, Georgiana!"

## Vida personal
Se casó el 4 de diciembre de 1845 en Bishopthorpe, York con el mayor general George Alexander Malcolm C.B. Hijo del general ohn Malcolm e Isabella Charlotte (segunda hija de Alexander Campbell).
A su marido le dieron £500, y le hicieron lugarteniente-coronel y compañero del Orden del Baño en 1842 después de traer el Tratado de Nanking a Inglaterra. También le dieron algún dinero para cubrir sus gastos ambulantes en China y una suma más grande para cubrir los gastos de su regreso.
Georgiana murió el 29 de octubre del 1886 en su casa en Sloan Calle, Chelsea, Londres.
Su marido dirigió el 105.º Regimiento de Pies (Madras Infantería Ligera) de 10 Marcha 1866. En 1881, general Malcolm era el coronel de la Infantería Ligera del Rey de Yorkshire, el segundo batallón. Un puesto  que mantuvo hasta 1890.

## Obras seleccionadas
- Las Cartas de Luther para Mujeres, Martin Luther, 1865, ed.  Karl Zimmermann Trans. G. Malcolm ISBN 1430498641 Reimpreso en 2007
- Teología antigua alemana de cien años antes de la Reforma, con un prefacio por Martin Luther. Traducido del alemán por  Mr. Malcolm 1854
- Cuadros de la Vida alemana en el XVth, XVIth, y XVIIth siglos ... Traducido del original por Gustav Freytag y Georgiana Malcolm
- El Manuscrito Perdido Traducido por Mr. Malcolm. Novela de Gustav Freytag (1865)
- Débito y Crédito Novela de Gustav Freytag traducido por Georgiana Malcolm (1857)
- Nuestro Antepasados Traducido por Mr. Malcolm Novela de Gustav Freytag (1873)